# Солёное Займище
Солёное Займище — село Черноярского района Астраханской области, входит в Черноярский сельсовет.

## География
Село находится на правом берегу реки Волги в 10 км южнее районного центра.

## История
Впервые о селе упоминает в XVII веке в своих записях историк и путешественник Олеарий. Село получило своё название по ерику с солёной водой, протекавшему в пойменной части, где оно располагалось. Ещё в начале существования селения здесь на берегу Волги были построены соляные склады и действовала соляная пристань. В течение всего 18 века преобладающим населением были киргизы. Активно заселяться русскими стало к 1799 году. Правительство России было заинтересовано в заселении этих мест.         
  Поселенцев привлекало приволье, плодородная земля, бесплатное пользование лесами, бывшими тогда в этой местности довольно густыми, а также водоёмами,  богатыми рыбой. Кроме того, местность была очень красива. С возвышения, где впоследствии была построена церковь Покрова Пресвятой Богородицы, открывался широкий простор, серебрились воды могучей Волги. 
Удобно  было одновременно заниматься скотоводством, земледелием и рыбной ловлей. Важно было и то, что село находилось недалеко от уездного города Чёрного Яра, куда можно отвезти излишки хлеба, рыбы, зелени.
  Первых основателей села (из разночинцев) было не более 12 семейств, переселенцев из Тамбовской губернии не более 15 семейств. 
  Из рапортов Черноярского земского суда, направляемых в Астраханское губернское правление, следует, что в 1806 году в селение Солёновское Черноярского уезда шло интенсивное переселение разночинцев, проживавших до этого в верховых губерниях России, в Астрахани, Чёрном Яру.
  В июне 1847 года по распоряжению Епархиального начальства Астраханской губернии в селе Солёное Займище было открыто приходское сельское училище. При открытии было принято 32 мальчика и 1 девочка.
С 1875 года наряду с церковно-приходской школой действовали два народных училища: мужское и женское.
  По  статистическим данным 1877 года в селе имелось 533 двора и проживало 1560 душ мужского и 1530 — женского пола. Имелась церковь, богатая своим внутренним убранством. Имелось училище, два питейных заведения, кузница, пожарный обоз, хлебный магазин (склад для зерна), 39 ветряных мельниц. Фабрик и заводов в селе не было. На ярмарках селяне продавали скот, шерсть, шкуры.
В 1900 году в селе значится 4813 человек.
Удобно место было как для занятия 
скотоводством, так и рыбной ловлей. Основными видами занятий жителей села было хлебопашество, скотоводство, в меньшей степени — рыболовство.
6 августа 2004 года в соответствии с Законом Астраханской области № 43/2004-ОЗ муниципальное образование «Село Солёное Займище» наделено статусом сельского поселения.
C 1 сентября 2016 года входит в Черноярский сельсовет.

## Население
| 2002 | 2010  | 2012  | 2013  | 2014  | 2015  |
| ---- | ----- | ----- | ----- | ----- | ----- |
| 2229 | ↗2257 | ↘2214 | ↘2205 | ↘2186 | ↗2201 |

Численность населения Соленое Займище на 01.01.2010 г. составляет 2330 человек.  Население многонационально по составу: в селе проживают русские, казахи, калмыки, украинцы, белорусы, лезгины, ингуши, чеченцы, даргинцы, корейцы, армяне, азербайджанцы, немцы. Всего 22 национальности. Трудоспособное население составляет 1290 человек.

## Экономика села
В настоящее время на территории муниципального образование осуществляют свою деятельность:
- ФГБНУ "ПНИИАЗ" (http://www.pniiaz.ru)
- На базе средней общеобразовательной школы образован ОГУ «Черноярский Губернский колледж» "на 400 мест, обучается — 470 детей.
- Детский сад «Золотая рыбка»
- Врачебная амбулатория
- Две аптеки
- МБУК «Дом культуры»
- МУП СЗКХ
- Почтовое отделение
- Отделение Сбербанка России
- ОАО "Россиянка"
- Пекарня
- Мельница
- АЗС
- Туристическая база ООО «Рыбацкая крепость»
- 13 торговых точек
- 4 кафе

Инфраструктура:
- Энергетическая подстанция
- Проложен межпоселковый газопровод высокого давления
- Современные телекоммуникационные сети
- Подъездные дороги с твердым покрытием с выходом на федеральную дорогу Астрахань - Москва

## Достопримечательности
В селе сохранился храм Покрова Пресвятой Богородицы, перестроенный в 1906 году. Внутреннее убранство и иконостас храма не сохранились. В 1993 году храм признан объектом культурного наследия и взят под охрану государства. В октябре 2015 года в центральном приделе храма впервые за много лет состоялась литургия, которую возглавил епископ Ахтубинский и Енотаевский Антоний.

## Известные уроженцы
- Попов, Иван Степанович - Герой Советского Союза
- Попов, Николай Захарович - Герой Советского Союза

## Фотогалерея

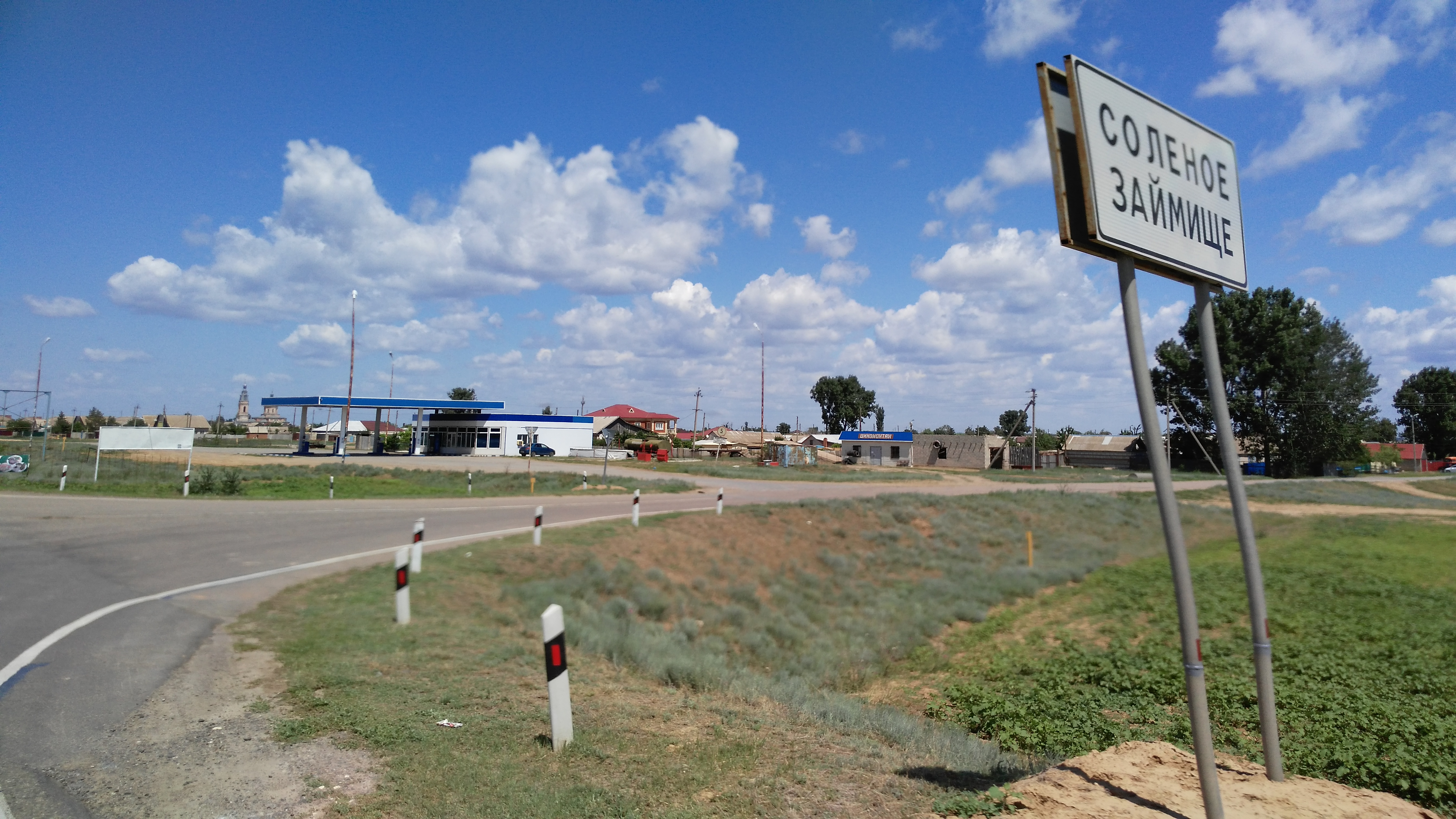
Солёное Займище. Въезд в село.
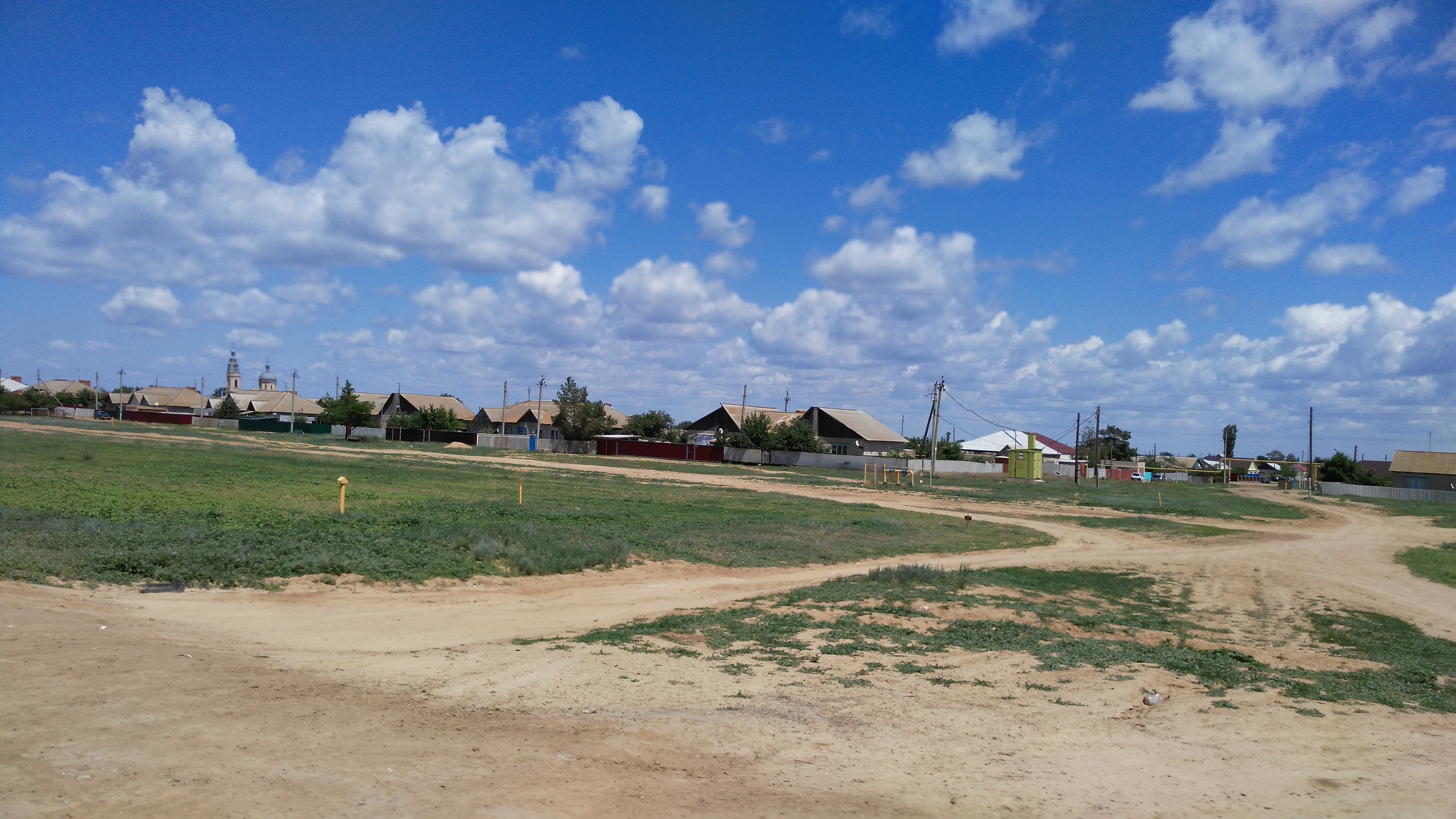
Солёное Займище. Вид на село.
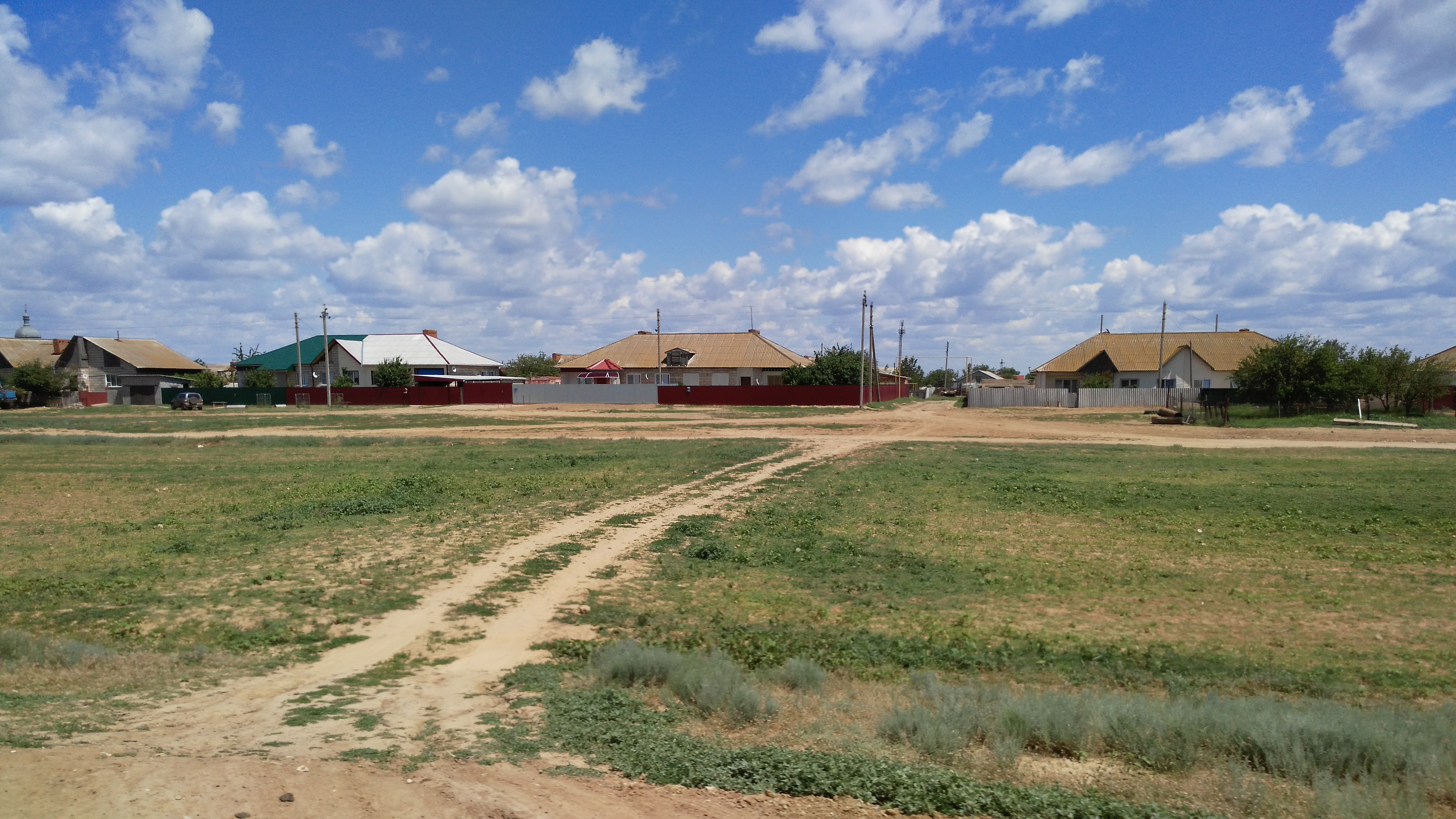
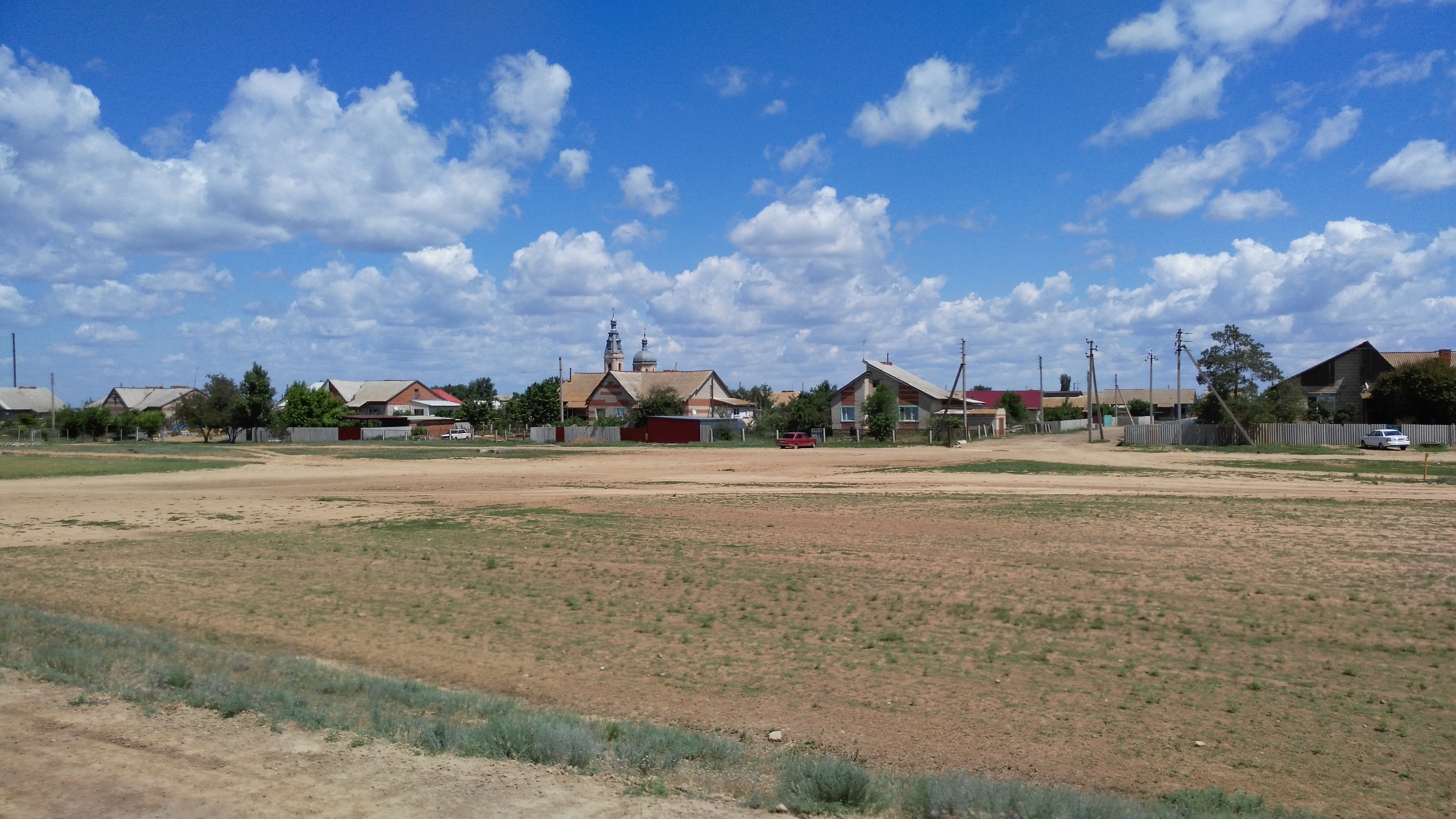
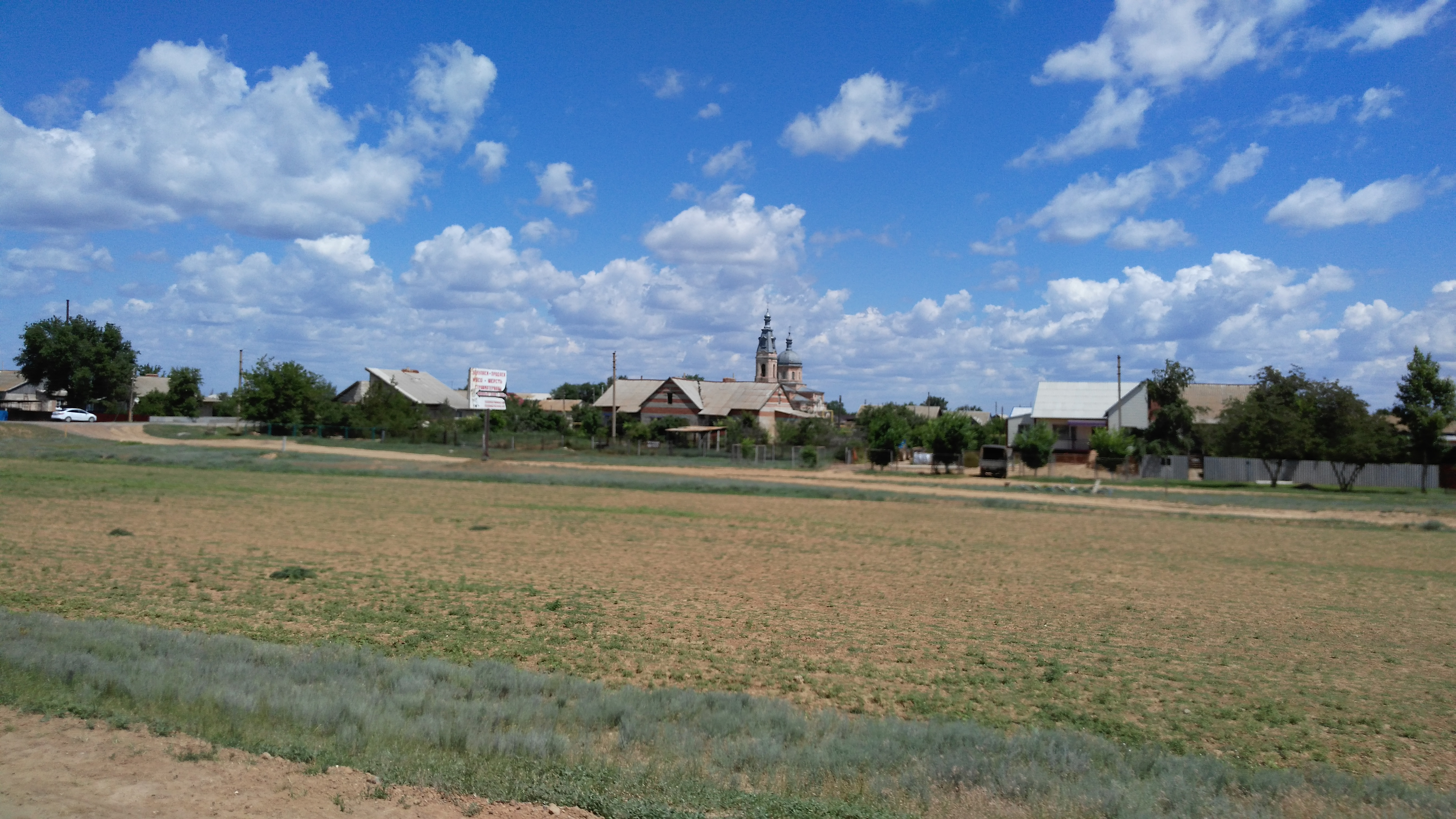
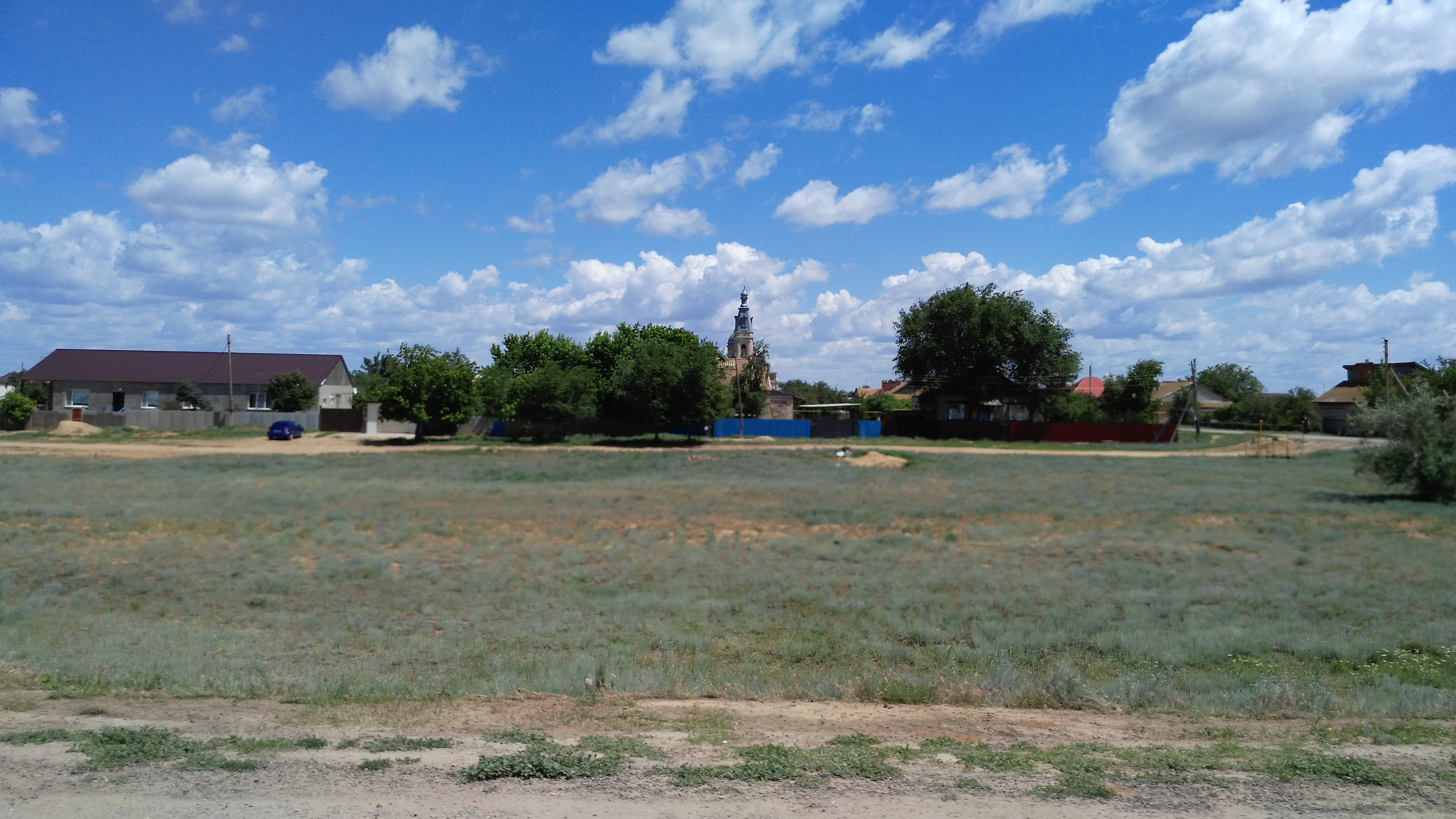
Вид на село с трассы «М-6».
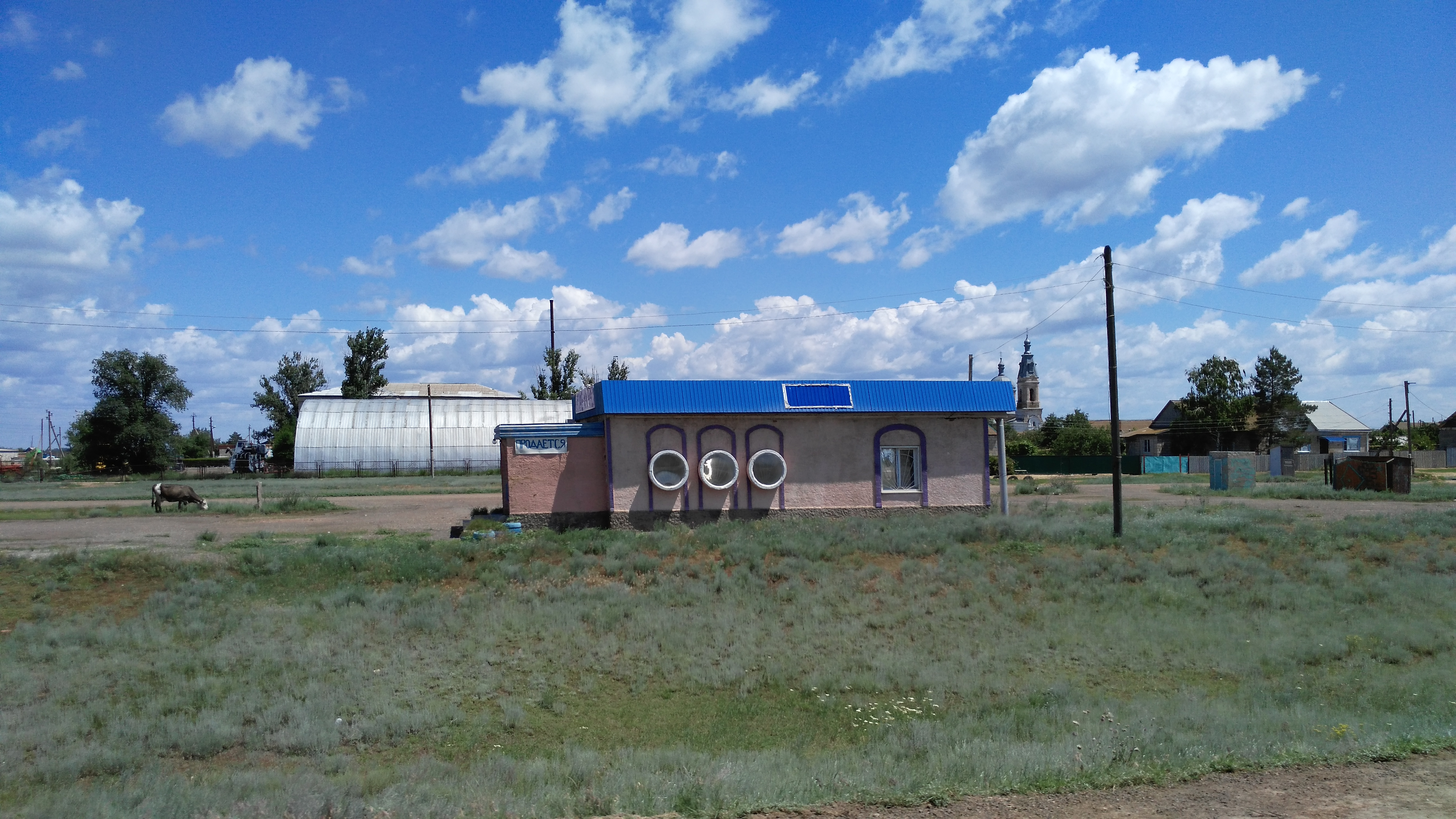
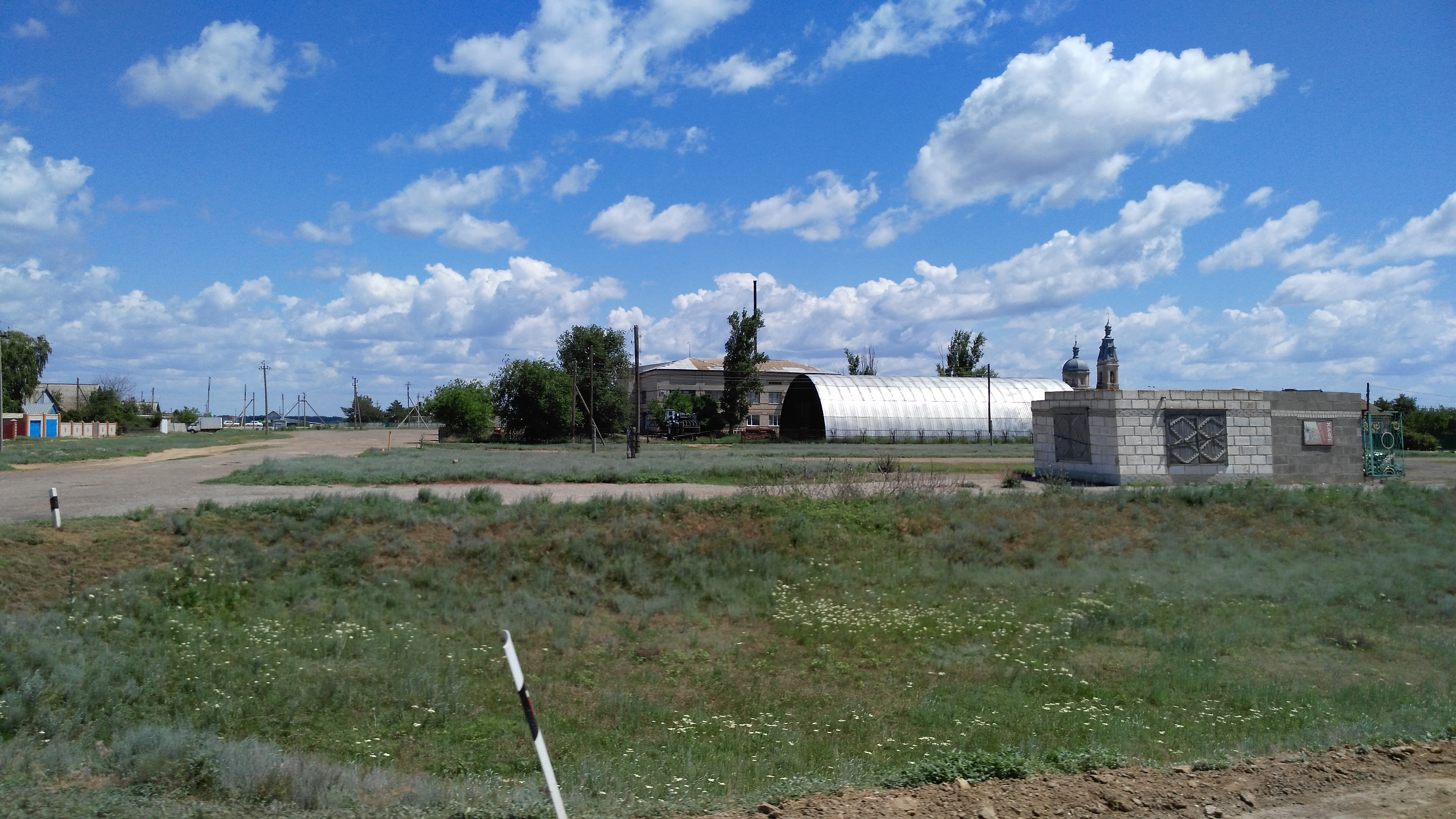